# آشپزی جمهوری آفریقای مرکزی

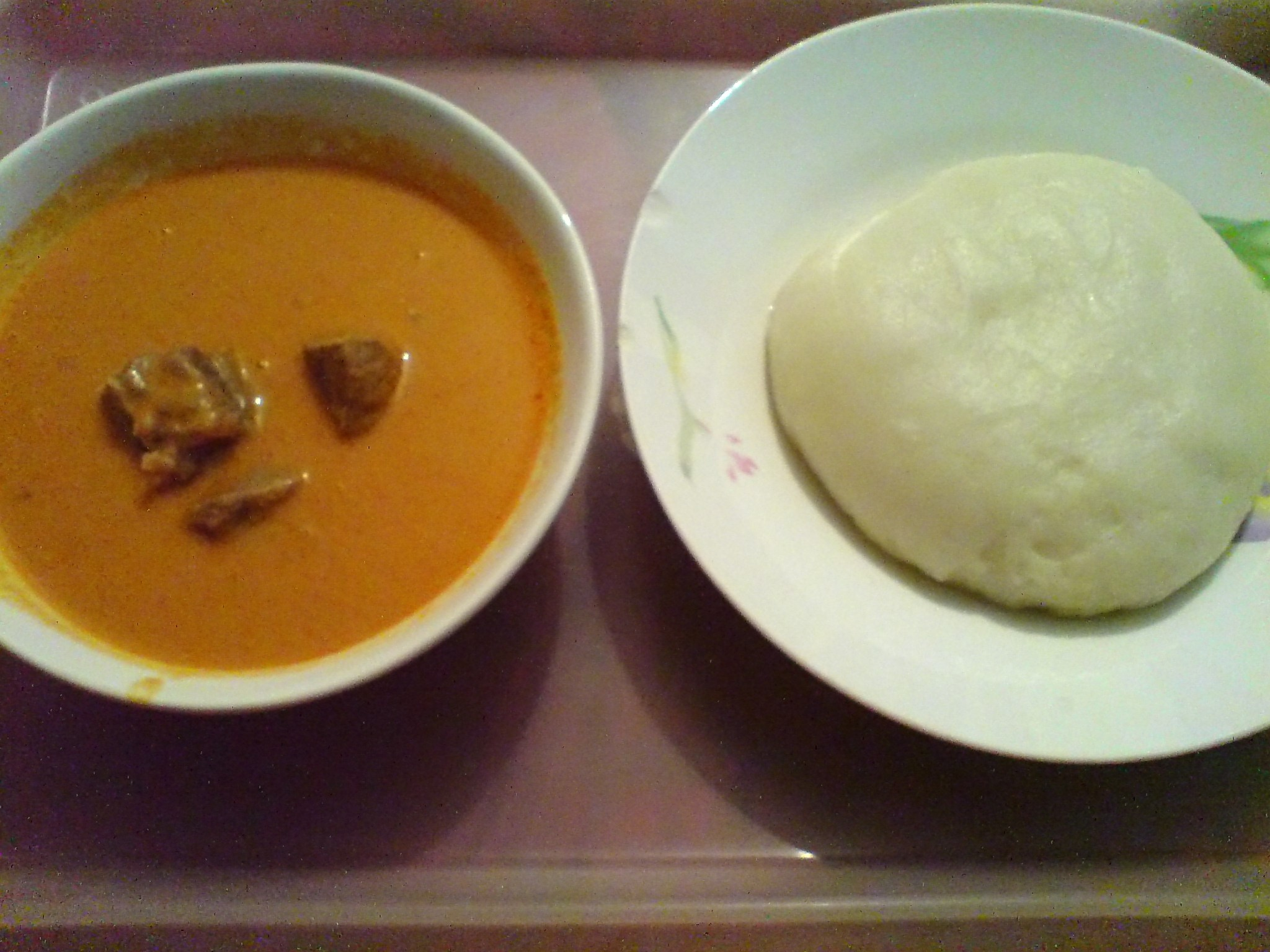
فوفو (تصویر سمت راست) غذای اصلی غرب و مرکز آفریقا است. خمیر ضخیم است که از جوشاندن سبزیجات ریشه دار نشاسته ای در آب و کوبیدن مخلوط در هاون تهیه می‌شود. سوپ بادام زمینی در سمت چپ تصویر است

موقعیت جمهوری آفریقای مرکزی

غذاهای آفریقای مرکزی شامل آشپزی ، سنت‌ها، شیوه‌ها، مواد تشکیل دهنده و غذاهای جمهوری آفریقای مرکزی (CAR) می‌شود. محصولات کشاورزی بومی در این کشور شامل ارزن، سورگوم، موز، سیب زمینی، بامیه، پیاز زرد، سیر، اسفناج، برنج و روغن نخل است. محصولات وارداتی با منشأ آمریکایی شامل ذرت، مانیوک (کاساوا)، بادام زمینی، فلفل چیلی، سیب‌زمینی شیرین و گوجه‌فرنگی است. مواد غذایی اضافی عبارتند از پیاز، سیر، چیلی و بادام زمینی.
گوشت در جمهوری آفریقای مرکزی کمیاب است، اگرچه از ماهی در غذاهای مختلف استفاده می‌شود و سایر منابع پروتئین شامل بادام زمینی و حشراتی مانند سیکادا، ملخ، جیرجیرک و موریانه است. گوشت‌های رایج در غذاهای آفریقای مرکزی شامل مرغ و بز است. شکار نیز مخصوصاً در مناطق روستایی و در فصول خشک علف سوز شکار می‌شود. غذاهای اصلی شامل مواد نشاسته‌ای مانند ارزن، برنج، کنجد و سورگوم است. انواع سبزیجات و سس‌ها نیز مصرف می‌گردد.
غرفه‌های کنار جاده‌ای، غذاهایی مانند مواد پخته و ماکارا (نوعی نان سرخ شده)، ساندویچ، گوشت کبابی و تنقلات می‌فروشند. در جنگل‌ها و بازارهای بانگی که اقلام جنگلی به فروش می‌رسد، کرم‌ها و برگ کوکو خورده می‌شوند. رستوران‌ها بیشتر برای مهاجرین هستند. از تجه‌های وحشی، برگ‌ها و قارچ‌ها استفاده می‌شود. روغن پالم به‌طور گسترده‌ای در غذاهای مختلف استفاده می‌گردد.
پایتخت بانگی دارای غذاهای غربی و هتل رستوران است. سن قانونی نوشیدن مشروبات ۱۸ سال است. مسلمانان از نوشیدن مشروبات الکلی منع شده‌اند. منطقه PK5 به خاطر رستوران‌های کوچک‌ترش که غذاهای سنتی با قیمت مناسب سرو می‌کنند، معروف است.

## خوراک‌ها و غذاهای رایج
- گوشت شکار[۵][۶]
- کاساوا و سبزیجات آن
- خورش مرغ و زیره سبز خورش
- چیچینگا، بز کباب شده[۷]
- سس اگوسی، در بسیاری از مناطق آفریقای مرکزی رایج است
- ماهی، مانند کاپیتان (نیل پرچ), که در رودخانه بانگی
- میوه‌هایی مانند پرتقال، آناناس، بادام زمینی و موز
- فوتو، پلانتین له شده، هم فوفو و فوتو هر دو مثل نان خورده می‌شوند و اغلب با خورش، سوپ و سس سرو می‌گردند[۷] یام له شده نیز گاهی برای تهیه فوتو استفاده می‌شود.
- فوفو، کاساوا له شده
- فولانی بولی، یک فرنی با برنج، کره بادام زمینی، آرد ارزن و لیمو[۷]
- گوزو، یک خمیر تهیه شده از آرد کاسوا
- کاندا تی نیما, کوفته‌های تند تهیه شده با گوشت گاو[۷]
- موامبا د گالینها, مرغ با بامیه و روغن پالم[۲][۴]
- موامبا، یک خورش ساخته شده از آجیل خرد شده نخل. اغلب گوجه فرنگی، بادام زمینی و مرغ به آن اضافه می‌شود[۷]
- سوپ کره نخل،[۴] آماده شده با کره نخل[۲]
- اسفناج، اغلب با بادام زمینی
- خورش اسفناج[۷][۴]
- میگو با سیب زمینی شیرین آب‌پز / یام آب‌پز[۴]
- یام که بومی جمهوری آفریقای مرکزی است در اواسط دهه ۱۸۰۰، انواع جدید یام اضافه تری توسط اروپایی‌ها معرفی شد.

- یک غده مانیوک (کاساوا)
- بادام زمینی و برنج برداشت شده در جمهوری آفریقای مرکزی
- بامیه معمولاً در جمهوری آفریقای مرکزی[۲] استفاده می‌شود
- مزرعه کاهو بوستون در شمال جمهوری آفریقای مرکزی

## نوشیدنی‌ها

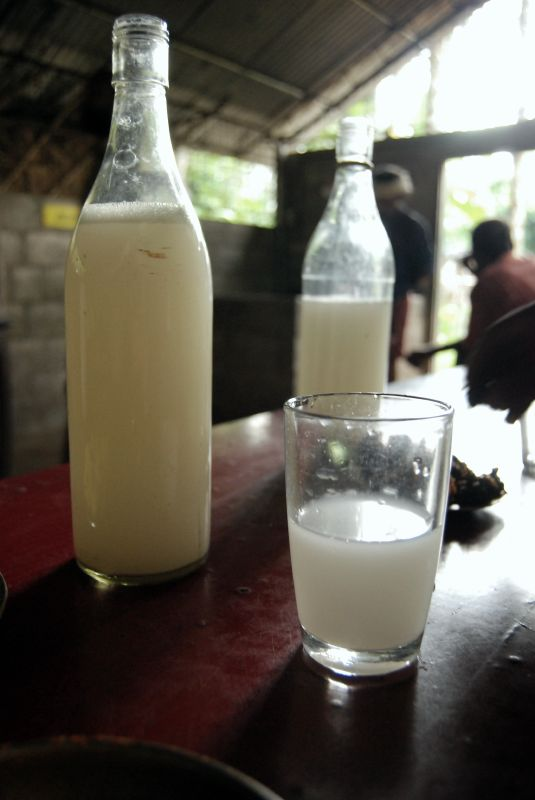
شراب نخل

### نوشیدنی‌های غیر الکلی
- قهوه
- چای[۷] (چای و قهوه با شکر و شیرتغلیظ‌شده قوطی)
- آبجو زنجبیل
- کرکانجی یک نوشیدنی گل ختمی از شمال است.[۷]

### نوشیدنی‌های الکلی
- شراب نخل
- شراب موز[۲]
- نوشابه[۳]
- آبجو سنتی از سورگوم استفاده می‌شود
- برندهای آبجو عبارتند از Mocaf و Export
- الکل ساخته شده از کاساوا یا سورگوم[۳]

## آشپزی در بانگی

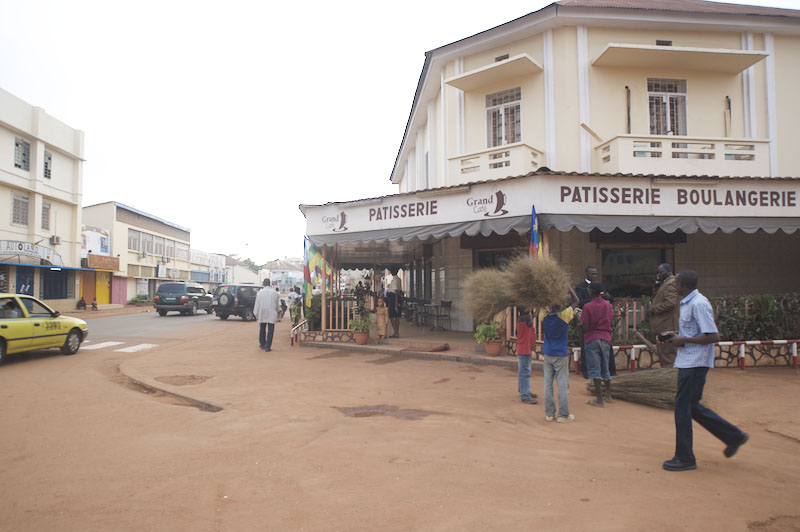
یک نانوایی با سبک آشپزی فرانسوی در بانگوی

بانگی پایتخت جمهوری آفریقای مرکزی است و رژیم غذایی اصلی مردم آنجا شامل کاساوا، برنج، کدو حلوایی، کدو تنبل و پلانتین (با سس سرو می‌شود) و گوشت کبابی است. بامیه یا گومبو یک سبزی محبوب بشمار می‌آید. بادام زمینی و کره بادام زمینی به‌طور گسترده استفاده می‌شود. گوشت شکار، مانند غذاهای مبتنی بر ماهی مانند maboké محبوب است. برای تهیه فوفو از آرد مانیوک استفاده می‌شود.
سه نوع رستوران در بانگی وجود دارد. برخی مانند Relais des Chasses, La Tentation و L'Escale بر غذاهای خارجی تمرکز داشته که به سمت غذاهای فرانسوی گرایش دارند، و Ali Baba و Beyrouth که غذاهای سبک لبنانی سرو می‌کنند. تعداد زیادی رستوران آفریقایی مانند Madame M'boka که مورد علاقه مردم محلی است، نیز وجود دارد. تعدادی از بارها و غرفه‌های غذای خیابانی منظره آشپزی بانگوی را تکمیل می‌کنند.
نوشیدنی‌های الکلی سرو شده عبارتند از آبجو محلی، شراب نخل و شراب موز. نوشیدنی‌های غیر الکلی که نوشیده می‌شوند شامل آبجو زنجبیل است. دهکده زیست‌محیطی بوالی در بوالی به خاطر غذاهای محلی‌اش معروف است.

## کمبود مواد غذایی

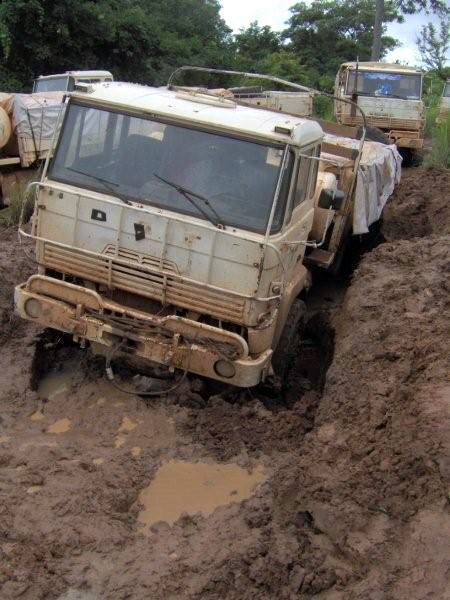
کاروان کمک‌های بشردوستانه در جمهوری آفریقای مرکزی در سال ۲۰۰۷

محصول کشاورزی بالقوه CAR می‌تواند کل جمعیت را تغذیه کند. با این حال، چهار کودتا در طول دهه گذشته رخ داده که به‌طور قابل توجهی کشاورزی و تولید مواد غذایی را کاهش داده است. این بحران‌های سیاسی و اقتصادی به دلیل آتش زدن مزارع کشاورزی، مناطق ذخیره‌سازی مواد غذایی و روستاها توسط گروه‌های مسلح باعث کمبود مواد غذایی در این کشور شده است.

## تاریخچه
فرانسه زمانی کشور جمهوری آفریقای مرکزی را به عنوان بخشی از آفریقای استوایی فرانسه مستعمره کرد و تأثیرات آشپزی فرانسوی در غذاهای این کشور از جمله نان و شراب فرانسوی وجود دارد. در طول قرن نوزدهم، تاجران برده عرب تأثیرات خاورمیانه را به ارمغان آوردند. پیش از آن، در تاریخ خود بخشی از امپراتوری‌هایی مانند کانم-بورنو و دافور بود که در اطراف دریاچه چاد مستقر بودند و غذاهای آن شبیه به غذاهای کشورهای اطراف است. امروزه جمعیت اکثراً مسیحی هستند و اکثریت جمعیت شمال کشور مسلمان است.